# Хайдушки камък (връх)
Хайдушки камък е висок 1720,8 метра и е първенец на Светиниколска планина, дял от Стара планина. Намира се на границата между България, област Видин и Сърбия.
Изграден от палеозойски скали. Затревен, иглолистни и широколистни гори. През него минава държавната граница на България със Сърбия.